# Depot von Queis
Das Depot von Queis (auch Hortfund von Queis, irreführend auch als Depot oder Hortfund von Halle-Queis bezeichnet) ist ein Depotfund der frühbronzezeitlichen Aunjetitzer Kultur aus Queis, einem Ortsteil von Landsberg im Saalekreis (Sachsen-Anhalt). Es datiert in die Zeit zwischen 2200 und 2000 v. Chr.

## Fundgeschichte
Das Depot wurde 2001 bei einer archäologischen Grabung im Zuge der Erschließung des Industrieparks Star Park entdeckt und wurde im Block geborgen. Die Fundstelle lag in der Nähe einer Siedlung der Aunjetitzer Kultur. Zunächst wurde eine Computertomografie angefertigt, um alle vorhandenen Objekte in ihrer originalen Lage dokumentieren zu können. Anschließend erfolgte die Freilegung in der Restaurierungswerkstatt des Landesamtes für Archäologie Sachsen-Anhalt in Halle (Saale). Das Depot befindet sich heute in der Dauerausstellung des Landesmuseums für Vorgeschichte in Halle.

## Zusammensetzung
Das Depot war in einem Keramiktopf niedergelegt worden und besteht aus einer Armspirale, einer Gewandnadel (beide aus Bronze) sowie einem Collier, das aus 27 bronzenen Spiralröllchen und 18 Bernstein-Perlen zusammengesetzt ist.